# Arberella flaccida
Arberella flaccida là một loài thực vật có hoa trong họ Hòa thảo. Loài này được (Döll) Soderstr. & C.E.Calderon mô tả khoa học đầu tiên năm 1979.